# Марченко Олександр Миколайович (веслувальник)
Марченко Олександр Миколайович (нар. 12 січня 1968, Херсон) — український академічний веслувальник, призер Олімпійських ігор та чемпіонатів світу.

## Життєпис
На Олімпійських іграх 1988 Олександр Марченко разом з Василем Якушою здобув бронзову нагороду в змаганнях двійок парних.
На чемпіонаті світу 1990 зайняв сьоме місце в змаганнях двійок парних.
Після розпаду СРСР виступав під прапором України. 1993 і 1994 року на чемпіонаті світу здобув срібну медаль в четвірках парних. 1995 року в змаганнях четвірок парних був четвертим.
На Олімпіаді 1996 в складі парної четвірки (Леонід Шапошніков, Микола Чуприна, Олександр Заскалько, Олександр Марченко) посів сьоме місце.
Протягом 1997 — 2000 років в складі парної четвірки (Леонід Шапошніков, Олег Ликов, Олександр Заскалько, Олександр Марченко) Марченко був переможцем і неодноразовим призером етапів Кубку світу, на чемпіонаті світу 1997 року став третім, а на чемпіонаті світу 1999 року — другим.
На Олімпіаді 2000 Марченко у складі парної четвірки став шостим.
На чемпіонаті світу 2003 у складі вісімки розпашної зі стерновим був чотирнадцятим.